# Ilse Langner
Ilse Langner (vollständiger Name Ilse Edith Helene Langner, verheiratete Ilse Bartels, verheiratete Ilse Siebert; * 21. Mai 1899 in Breslau; † 16. Januar 1987 in Darmstadt) war eine deutsche Schriftstellerin und Journalistin.

## Leben
Ilse Langner war die Tochter von Erdmann Langner, einem Oberstudiendirektor, und seiner Frau Helene. Im Alter von 14 Jahren erschien ihr erster Gedichtband (Tautropfen). Sie ging früh eine erste Ehe ein. In Berlin veröffentlichte sie erste journalistische Arbeiten, unter anderem von einer Reise 1928 in die Sowjetunion im Auftrag des Scherl-Verlags. Im selben Jahr wurde sie Mitglied des P.E.N.-Zentrums Deutschland. In zweiter Ehe heiratete sie 1929 den Fabrikanten Werner Siebert († 1954).
1929 erschien ihr erstes Drama „Frau Emma kämpft im Hinterland“, ein Antikriegsstück, durch das sie bekannt wurde. Es wurde am Berliner Theater unter den Linden uraufgeführt. Ihren größten Erfolg hatte sie mit dem Drama „Die Heilige aus USA“, das die Biographie der Gründerin der Christian Science-Bewegung, Mary Baker-Eddy, behandelt. Die Uraufführung durch Max Reinhardt 1931 am Theater am Kurfürstendamm brachte ihr weite Beachtung. 1933 unternahm sie eine Weltreise, die sie auch in die Länder Südostasiens führte. Ihre Erlebnisse verarbeitete sie in einer umfangreichen Reiseprosa, die sie nach dem Zweiten Weltkrieg auch in den Frankfurter Heften veröffentlichte. Ihre pazifistischen Stücke durften in der Zeit des Nationalsozialismus nicht aufgeführt werden. Ihr Peking-Roman Die purpurne Stadt erschien 1937 und wurde bald nach dem Erscheinen verboten, allerdings 1944 beim Suhrkamp Verlag noch einmal gedruckt. 1949 schrieb sie innerhalb von drei Monaten sieben Dramen, darunter Heimkehr, das Erwin Piscator in New York inszenieren wollte. Nachdem er in den USA in Verdacht geraten war, dem Kommunismus nahezustehen, kehrte er nach Deutschland zurück und brachte es 1952 als Hörspiel heraus.
1952 wurde Ilse Langner Mitglied der Deutschen Akademie für Sprache und Dichtung. 1963 zog sie nach Darmstadt. Sie unternahm weitere Reisen, darunter nach Japan, Thailand und Indonesien sowie 1966/1967 eine Vortragsreise um die Erde im Auftrag des Goethe-Instituts. 1968 vertrat sie die deutschen Schriftsteller in Mexiko bei der Kulturolympiade. 1975 bereiste sie auch Afrika.
Ilse Langner wurde auf dem Alten Friedhof in Darmstadt bestattet (Grabstelle: III F 198).

## Nachlass
Ihr Nachlass befindet sich im Deutschen Literaturarchiv Marbach. Ihre Bibliothek ist in der Bibliothek des Europäischen Übersetzer-Kollegiums in Straelen.

## Ehrungen
Im Darmstädter Paulusviertel wurde ein Platz nach Ilse Langner benannt.

## Auszeichnungen
- 1960: Willibald-Pirckheimer-Medaille
- 1969: Johann-Heinrich-Merck-Medaille der Stadt Darmstadt
- 1974: Bundesverdienstkreuz I. Klasse
- 1979: Großes Bundesverdienstkreuz
- 1980: Eichendorff-Literaturpreis
- 1984: Goethe-Plakette des Landes Hessen

## Werke (Auswahl)

### Bühnenwerke
- Frau Emma kämpft im Hinterland Drama 1928 (UA 1928)
- Katharina Henschke Schauspiel 1930
- Die Heilige aus USA Drama 1931
- Amazonen Komödie 1932 (UA 1936)
- Der Mord in Mykene 1934 (UA 1937) (unter dem Titel Klytämnestra, Trauerspiel in Versform 1947)
- Die große Zauberin Drama. S. Fischer, Berlin 1938
- Der Venezianische Spiegel 1949 (UA 1952)
- Das Wunderwerk Amerika Drama 1951
- Salome Drama 1953
- Iphigenie und Orest
- Iphigenie Smith kehrt heim

### Romane
- Rodica. 1947
- Sonntagsausflug nach Chartres. Wegner, Hamburg 1956
- Die purpurne Stadt. Cotta, Stuttgart 1952 (bearbeitete Neuausgabe)

### Autobiografie
- Jugend in Schlesien. Texte der Erinnerung. Margarete Dierks (Hrsg.) Korn, Würzburg 1989 ISBN 3-87057-154-3

### Reiseliteratur
- Chinesisches Tagebuch. Glock und Lutz, Nürnberg 1960
- Japanisches Tagebuch. Glock und Lutz, Nürnberg 1961